# Fada N'Gourma (departamento)
Fada N'Gourma é um departamento ou comuna da província de Gourma no Burkina Faso. A sua capital é a cidade de Fada N'Gourma.
Em 1 de julho de 2018 tinha uma população estimada em 186351 habitantes.